# Heart of Glass
«Heart of Glass» es una canción de la banda estadounidense Blondie, escrita por la cantante Debbie Harry y el guitarrista Chris Stein. Fue lanzado el 28 de enero de 1979 como el tercer sencillo de su tercer álbum de estudio, Parallel Lines (1978).
Alcanzó el número uno en las listas de varios países, incluidos los Estados Unidos, Australia, Alemania, Canadá y el Reino Unido.
"Heart of Glass" ocupó el puesto número 66 en la lista oficial del Reino Unido de los sencillos más vendidos de todos los tiempos, con ventas de 1,32 millones de copias, siendo el noveno sencillo más vendido de la década de 1970 en el Reino Unido.
En 2015 fue incluida en el Salón de la Fama de los Grammy como una grabación de "importancia cualitativa o histórica".
En diciembre de 2004, la revista Rolling Stone clasificó la canción en el puesto número 259 en su lista de las "500 mejores canciones de todos los tiempos".La revista Slant la colocó en el número 39 en su lista "The 100 Best Dance Songs of All Time" y Pitchfork la colocó en el puesto 18 de su lista "The 200 Best Songs of the 1970s".
La producción de "Heart of Glass" se construyó en torno al uso de una caja de ritmos Roland CR-78. Otros instrumentos musicales electrónicos utilizados en la pista incluyen los sintetizadores Roland SH-5 y Minimoog. Para las guitarras, cada parte de la guitarra fue grabada de nuevo en pistas separadas. Para las voces, la voz de Debbie Harry se grabó en una sola pista y una pista doble, combinadas en una sola grabación vocal. "Heart of Glass" fue grabado en los estudios Record Plant de Nueva York en junio de 1978.

## Posicionamiento en listas
| Lista (1979)                          | Mejor posición |
| ------------------------------------- | -------------- |
| Alemania (Offizielle Deutsche Charts) | 1              |
| Australia (Kent Music Report)         | 1              |
| Austria (Ö3 Austria Top 40)           | 1              |
| Bélgica (Flandes) (Ultratop 50)       | 5              |
| Canadá (Canadian Singles Chart)       | 1              |
| Francia (SNEP)                        | 3              |
| Estados Unidos (Billboard Hot 100)    | 1              |
| Estados Unidos (Hot Dance Club Songs) | 7              |
| Irlanda (IRMA)                        | 2              |
| Italia (FIMI)                         | 8              |
| Noruega (VG-lista)                    | 5              |
| Nueva Zelanda (Recorded Music NZ)     | 1              |
| Países Bajos (Dutch Top 40)           | 5              |
| Reino Unido (UK Singles Chart)        | 1              |
| Suecia (Sverigetopplistan)            | 3              |
| Suiza (Schweizer Hitparade)           | 1              |

| País           | Organismo certificador | Certificación    | Ref.   |
| -------------- | ---------------------- | ---------------- | ------ |
| Alemania       | BVMI                   | Disco de Oro     | [ 22 ] |
| Canadá         | CRIA                   | Disco de Platino | [ 23 ] |
| Francia        | SNEP                   | Disco de Oro     | [ 24 ] |
| Estados Unidos | RIAA                   | Disco de Oro     | [ 25 ] |
| Reino Unido    | BPI                    | Disco de Oro     | [ 26 ] |

## Personal
- Deborah Harry - Voz
- Chris Stein - Guitarra principal y coros
- Frank Infante - Guitarra rítmica
- Jimmy Destri - Sintetizadores, secuenciador y caja de ritmos
- Gary Valentine - Bajo
- Clem Burke - Batería

## Sucesión en listas
| Anterior: «Hit Me with Your Rhythm Stick» de Ian Dury and the Blockheads | UK Singles Chart — Sencillo Nro 1 3 de febrero de 1979 — 24 de febrero de 1979 | Siguiente: «Tragedy» de Bee Gees                |
| Anterior: «Y.M.C.A.» de Village People                                   | German Singles Chart — Sencillo Nro 1 2 de marzo de 1979 — 6 de abril de 1979  | Siguiente: «Dschinghis Khan» de Dschinghis Khan |
| Anterior: «Chiquitita» de ABBA                                           | Swiss Singles Chart — Sencillo Nro 1 1 de abril de 1979 — 15 de abril de 1979  | Siguiente: «One Way Ticket» de Eruption         |
| Anterior: «Le Freak» de Chic                                             | Kent Music Report — Sencillo Nro 1 2 de abril de 1979 — 30 de abril de 1979    | Siguiente: «Lay Your Love on Me» de Racey       |
| Anterior: «Knock on Wood» de Amii Stewart                                | Billboard Hot 100 — Sencillo Nro 1 28 de abril de 1979 — 5 de mayo de 1979     | Siguiente: «Reunited» de Peaches & Herb         |
| Anterior: «Knock on Wood» de Amii Stewart                                | RPM Singles Chart — Sencillo Nro 1 12 de mayo de 1979 — 19 de mayo de 1979     | Siguiente: «In the Navy» de Village People      |

## Versión de Miley Cyrus
La cantante estadounidense Miley Cyrus realizó una versión de la canción en el iHeartRadio Musical Festival de 2020 el 19 de septiembre. La presentación en vivo fue lanzada como sencillo el 29 de septiembre de 2020, luego de una gran demanda de los fanáticos. «Heart Of Glass» se incluyó en su séptimo álbum de estudio Plastic Hearts (2020).

### Recepción
Hunter Harris de Vulture calificó la interpretación como «un deleite formidable y gutural». El cover provocó elogios de la propia banda Blondie, quienes dijeron «Creemos que @MileyCyrus lo logró» en sus redes sociales.
La canción fue incluida en la banda sonora de la película de comedia y sátira La Burbuja de Netflix, estrenada en 2022.

### Formato y listas de canciones
| Mundial – Descarga digital y streaming |                                                  |          |  |
| N.º                                    | Título                                           | Duración |  |
| 1.                                     | «Heart Of Glass» (Live from the iHeart Festival) | 3:33     |  |

| Mundial – Streaming (solo Spotify) |                                                  |          |  |
| N.º                                | Título                                           | Duración |  |
| 1.                                 | «Heart Of Glass» (Live from the iHeart Festival) | 3:33     |  |
| 2.                                 | «Midnight Sky»                                   | 3:43     |  |

### Posicionamiento en listas
| Lista (2020)                            | Mejor posición |
| --------------------------------------- | -------------- |
| Canadá (Canadian Hot 100)               | 86             |
| Estados Unidos (Bubbling Under Hot 100) | 24             |
| Estados Unidos (Digital Song Sales)     | 43             |
| Global 200 (Billboard)                  | 150            |
| Irlanda (IRMA)                          | 17             |
| Nueva Zelanda (NZ Hot 40 Singles)       | 11             |
| Reino Unido (UK Singles Chart)          | 38             |

### Certificaciones
| País (Organismo certificador) | Certificaciones | Ventas certificadas | Ref.   |
| ----------------------------- | --------------- | ------------------- | ------ |
| Brasil (Pro-Música Brasil)    | 2× Platino      | 80 000              | [ 40 ] |
| Estados Unidos (RIAA)         | Oro             | 500 000             | [ 41 ] |
| Noruega (IFPI)                | Oro             | 30 000              | [ 42 ] |
| Nueva Zelanda (RMNZ)          | Oro             | 15 000              | [ 43 ] |
| Polonia (ZPAV)                | Oro             | 25 000              | [ 44 ] |
| Reino Unido (BPI)             | Plata           | 200 000             | [ 45 ] |

### Premios y nominaciones
| Año  | Premiación               | Categoría                      | Resultado | Ref.   |
| ---- | ------------------------ | ------------------------------ | --------- | ------ |
| 2021 | iHeartRadio Music Awards | Mejor cover                    | Nominada  | [ 46 ] |
| 2022 | Vevo Certified           | 100 millones de reproducciones | Ganadora  | [ 47 ] |

## Versiones
- En 1997, Erasure realizó una versión y la incluyó en la lista de temas de los espectáculos que estaban presentando. Más tarde esa versión apareció en el sencillo Don't Say Your Love Is Killing Me.
- En 1999 el grupo mexicano Priscila y sus Balas de Plata grabó una versión en castellano titulada Corazón de Cristal para el disco del mismo nombre.
- En 2004 la cantante canadiense Skye Sweetnam presentó una versión de la canción en su álbum debut, Noise from the Basement. El mismo año, el supergrupo  Me First and the Gimme Gimmes realizó una versión la cual fue presentada en el álbum "Ruin Jonny's Bar Mitzvah".
- En 2014, la supermodelo Gisele Bündchen y el DJ y productor francés Bob Sinclar grabaron su versión para la campaña de la marca sueca de ropa H&M.[48] Las ventas por el sencillo serán destinadas a Unicef.
- Desde 2017, Paramore realiza un "mash-up" con su sencillo  " Hard Times" cada ciertos conciertos.